# Muzeul Wallraf-Richartz
Muzeul Wallraf-Richartz și Fundația Corboud este unul dintre cele trei mari muzee din Köln, Germania. Acesta găzduiește o galerie de artă, cu o colecție de artă plastică din perioada medievală până la începutul secolului al XX-lea.

## Istoria
Muzeul datează din anul 1824, când colecția completă de pictură medievală a lui Franz Ferdinand Wallraf a revenit orașului Köln prin moștenire. Prima clădire a fost donată de Johann Heinrich Richartz și muzeul a fost deschis în 1861.
Colecția a fost extinsă în mod constant prin donații, în special colecția de artă contemporană Haubrich din 1946. În 1976, cu ocazia donației făcută de Dl și D-na Ludwig, colecția a fost împărțită. Noul Muzeu Ludwig a preluat expoziția artei din secolul al XX-lea.
Actuala clădire din anul 2001, aflată în apropierea primăriei orașului Köln, a fost proiectată de Oswald Mathias Ungers.În același an 2001, colecționarul elvețian Gérard Corboud a donat muzeului o cuprinzătoare colecție de artă impresionistă și postimpresionistă ca un împrumut permanent. Muzeul a adăugat apoi "Fundația Corboud" în dreptul numelui său.

## Colecții

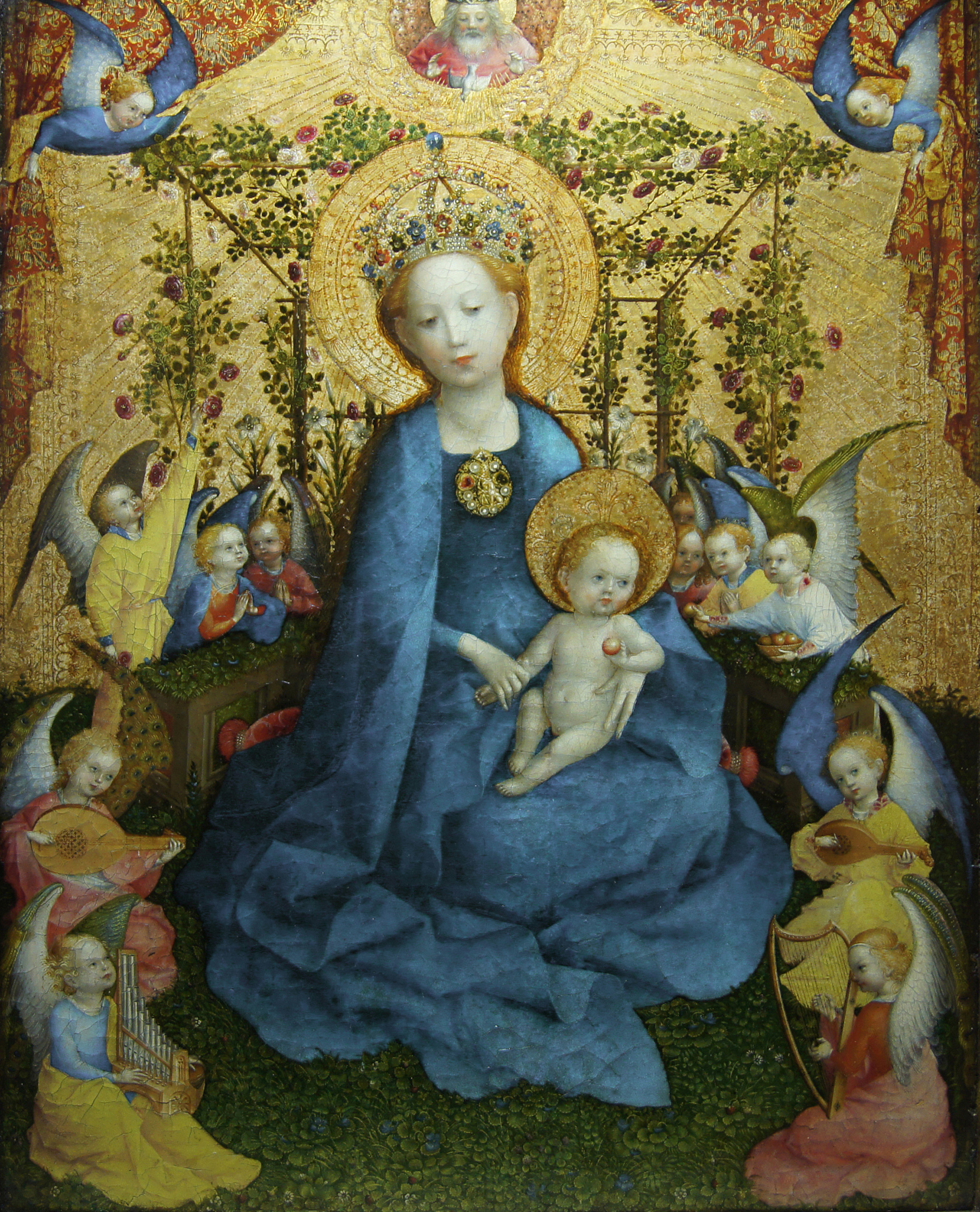
Fecioara în pergola cu trandafiri, de Stefan Lochner, 1448

### Colecția gotică
Fecioara în pergola cu trandafiri, prezentat în dreapta, se numără printre picturile gotice din colecția muzeului Wallraf-Richartz. A fost creat de Stefan Lochner, care a trăit în Germania între anii 1410 și 1451, lucrând în special în Köln. Este considerat un pictor din goticul târziu. Lucrările sale au de obicei un aspect curat, combinând atenția gotică către liniile lungi care curg având culori strălucitoare și o influență flamandă a realismului și atenția la detalii. Acest tablou este considerat tipic pentru stilului său. Acesta a fost executat aproximativ în 1450 și prezintă Fecioara și Pruncul odihnindu-se în mijlocul unei pergole cu trandafiri înfloriți, însoțiți de copii îngeri, o caracteristică a lui Lochner.

### Listă de colecții
- Albrecht Dürer
- Antoon van Dyck
- Arnold Böcklin
- Berthe Morisot
- Catarina van Hemessen
- Caspar David Friedrich
- Carl Blechen
- Claude Monet
- François Boucher
- Franz von Stuck
- Gerhard von Kügelgen
- Gustave Courbet
- Georg Pencz
- Hyacinthe Rigaud
- Hendrick ter Brugghen
- Hendrick Avercamp
- Johann Christian Reinhart
- Lucas Cranach le Jeune
- Maître de la Vie de Marie
- Rubens
- Marianne Stokes
- Max Klinger
- Max Liebermann
- Pierre Mignard
- Stefan Lochner
- Vincent van Gogh

## Galerie de imagini

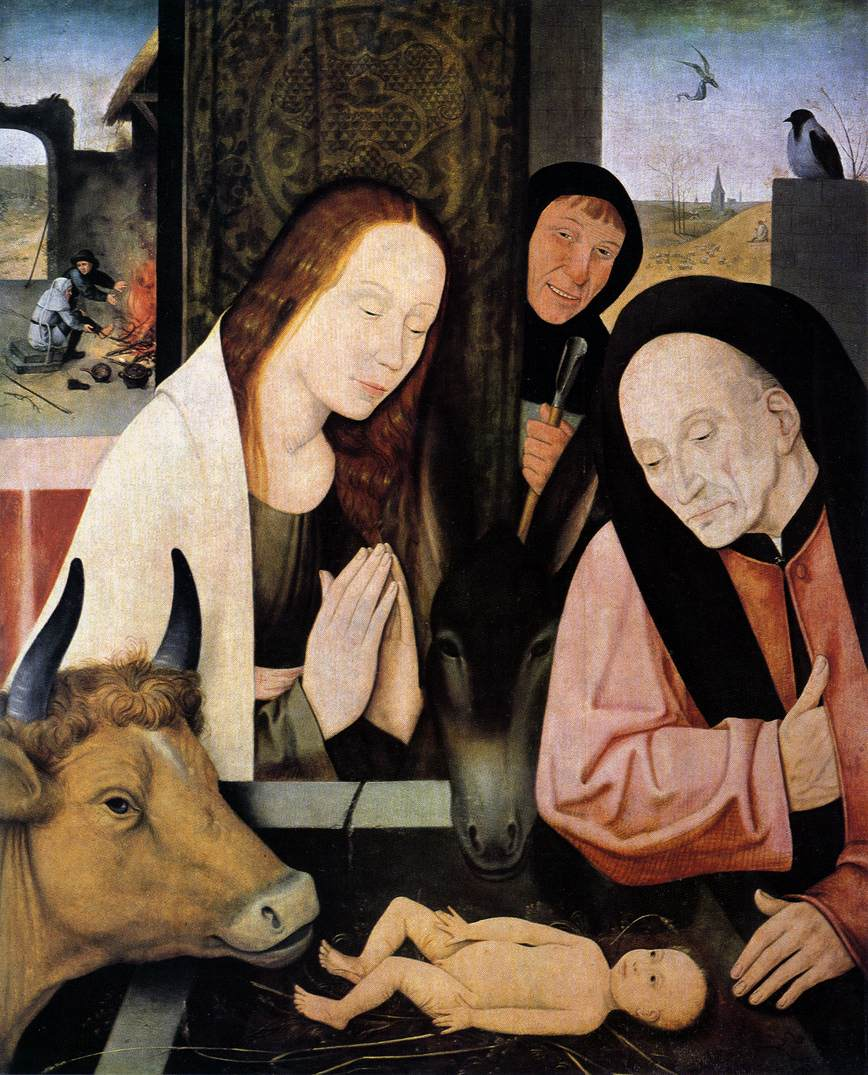
Adorația Pruncului de Hieronymus Bosch, c.1568 sau mai târziu
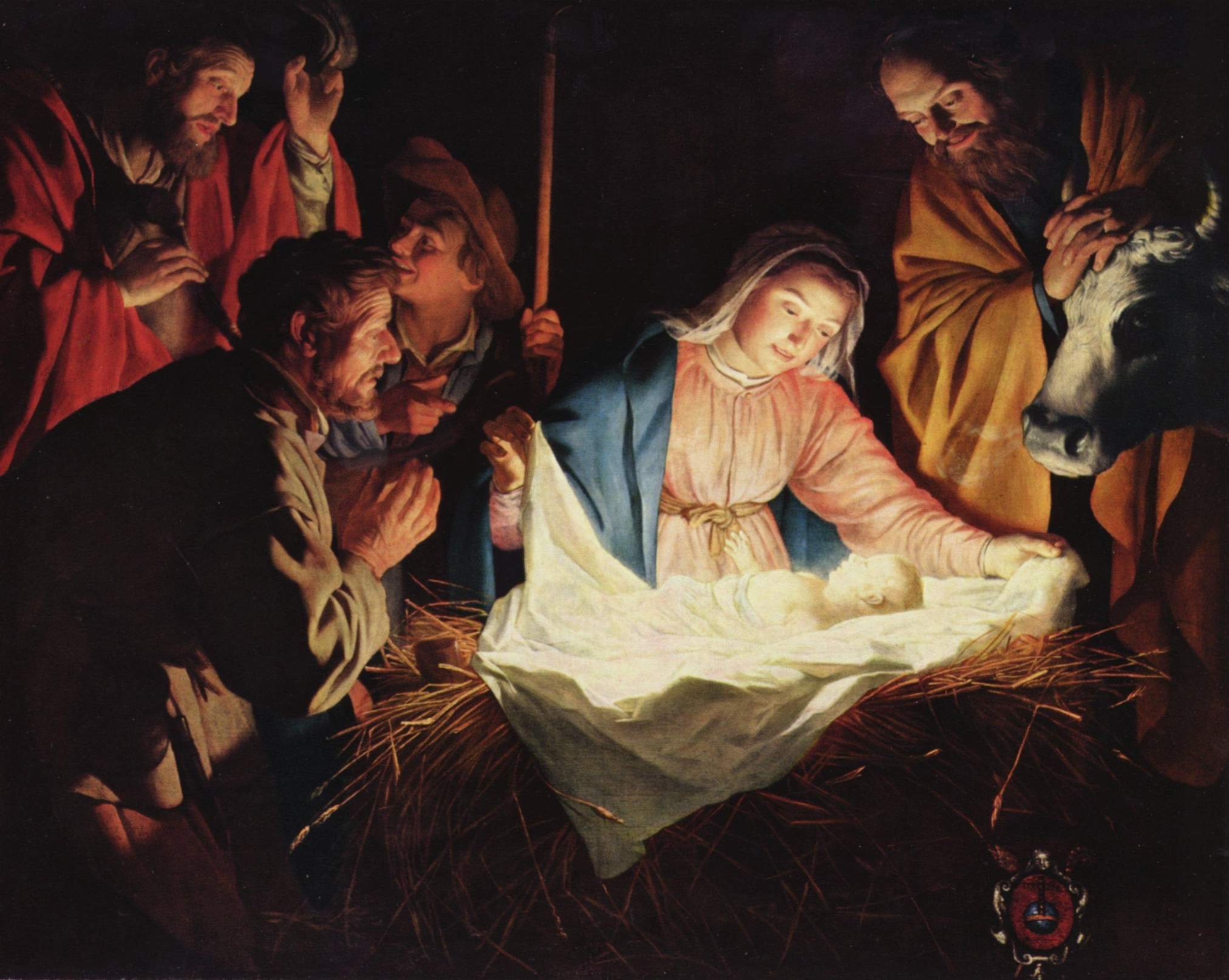
Gerard van Honthorst, Adorarea Păstorilor, 1622
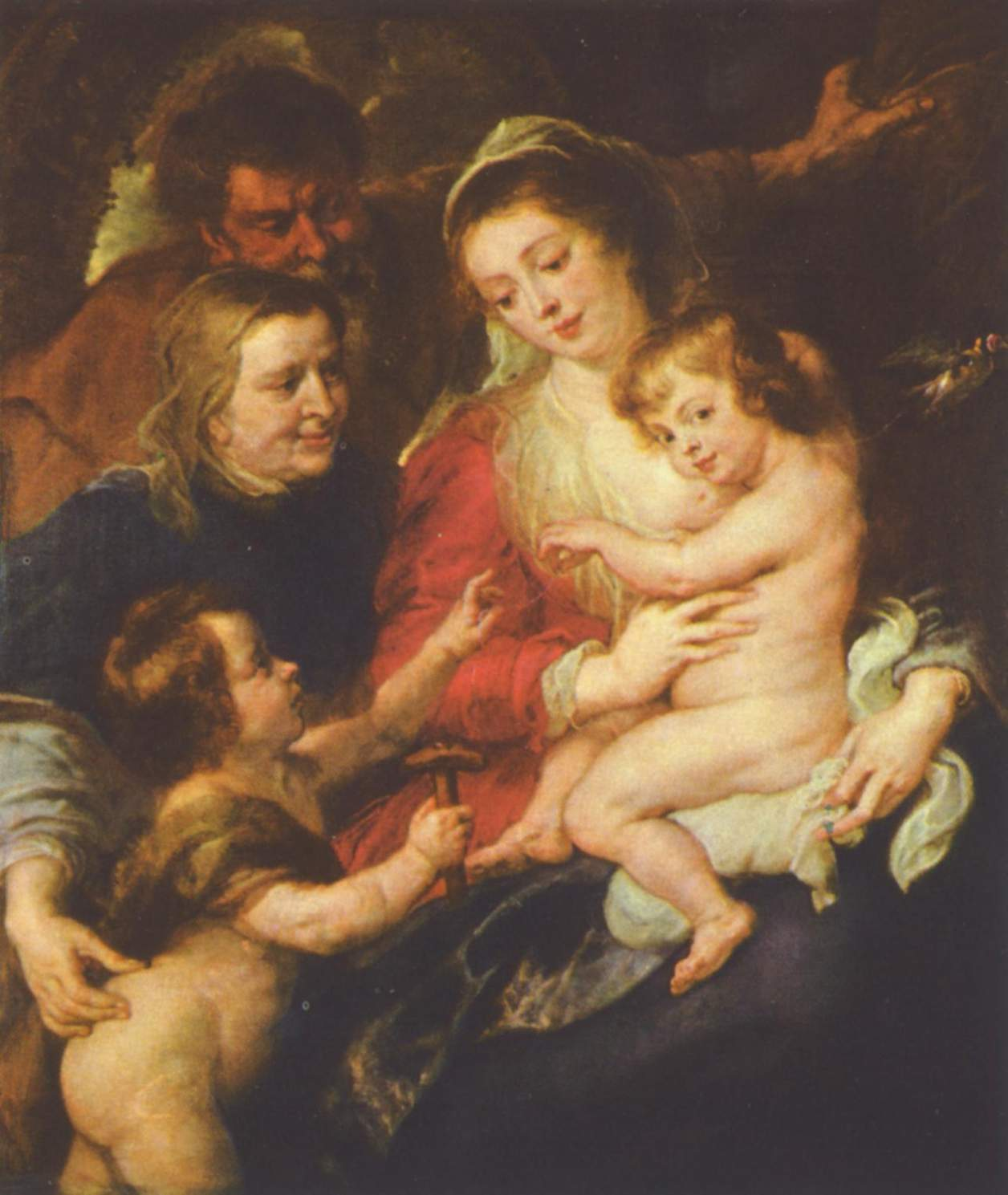
Rubens, Sfânta Familie, 1634
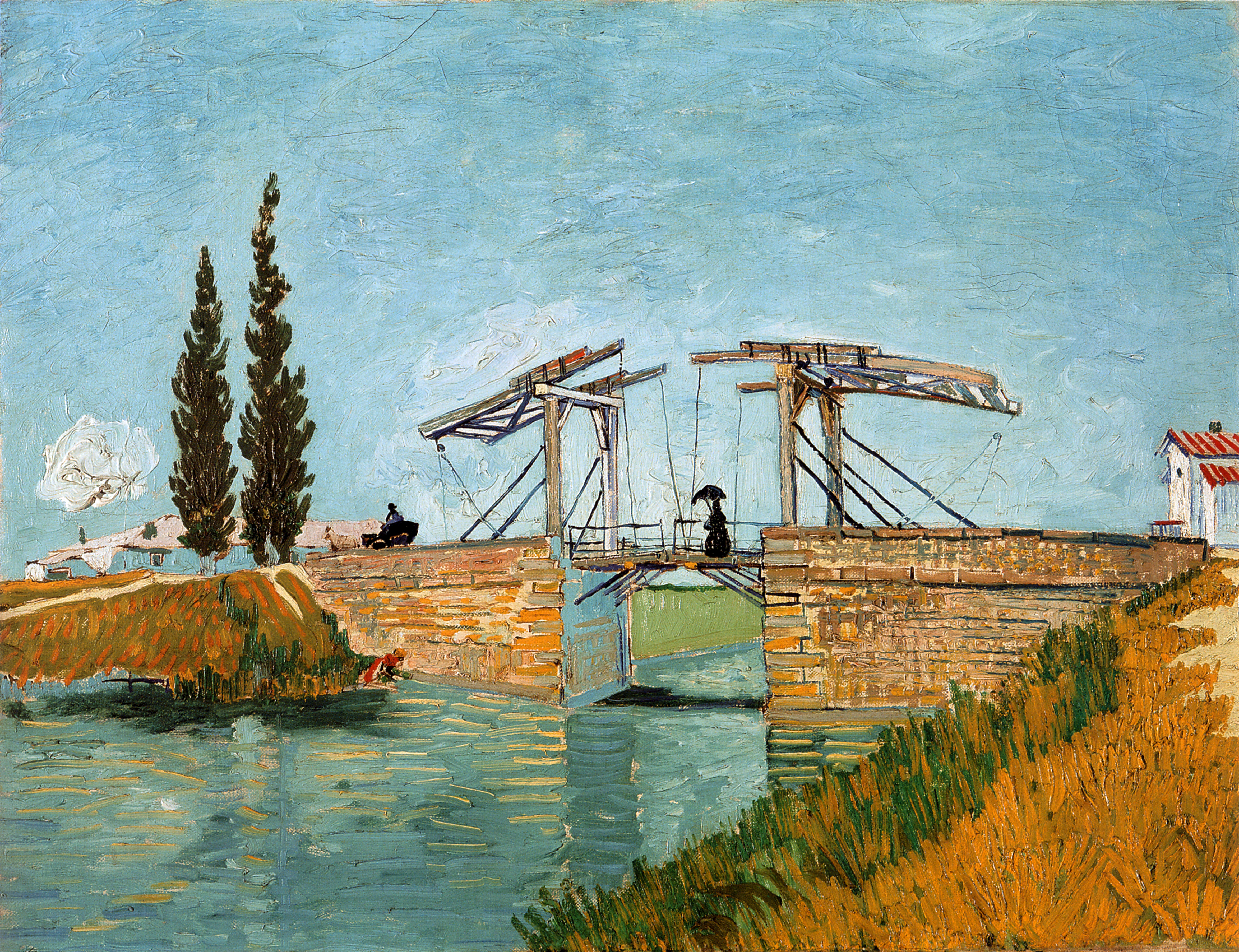
Van Gogh, Podul Langlois din Arles, 1888
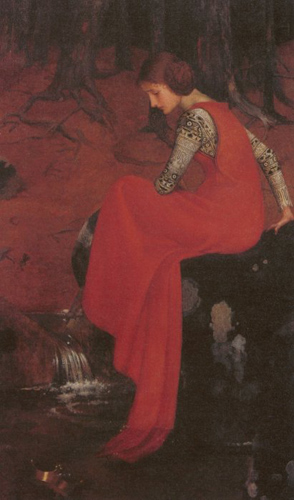
Marianne Stokes, Melisande (Stokes), Tempera pe canvas, 1895-1898